# 召方
召方，又作旨方。是殷墟甲骨文记载的商朝的方国。
武乙、文丁时期卜辞有“贞：王征旨方受佑。”学者有人认为旨方故地与古黎国相近，在今山西东南部。认为旨方即召方的学者认为是西周召公奭的采地召城，在今陕西凤翔雍城东之召城。
约公元前12世纪，召方曾与絴方等结成联盟，进攻商朝西部边境。武乙多次征调军队进攻召方，亲领商军与沚国等逼近召方，大举进攻。这场战争规模相当大，终以商朝的胜利而告终。